# Laurent Castillo
Laurent Castillo, né le 12 mars 1962 à Casablanca, est un homme politique français. Il est élu député européen en 2024 sur la liste des Républicains (5e de la liste), mais rejoint peu après l'Union des droites pour la République (UDR).

## Biographie
Laurent Castillo est professeur des universités et praticien hospitalier, médecin de profession et président de l’Institut universitaire de la face et du cou à Nice.
Né à Casablanca, Laurent Castillo a effectué ses études de médecine à Nice, où il a mené toute sa carrière en tant que chirurgien otorhinolaryngologiste et professeur à l’université. Réputé dans son domaine, il a ensuite pris la direction de l’Institut de la face et du cou à Pasteur. C’est là qu’il a rencontré Éric Ciotti, actuel président des Républicains. Ce n’est qu’en 2015 qu’il a fait ses débuts en politique en étant suppléant de l’ex-maire de Saint-André-de-la-Roche.
Aux élections législatives de 2022, il est candidat dans la troisième circonscription des Alpes-Maritimes. Il termine quatrième avec 12,81 % des voix. C'est finalement Philippe Pradal, ancien maire de Nice et premier adjoint, qui a été élu député de cette circonscription.
En 2024, il est candidat sur la liste « La droite pour faire entendre la voix de la France en Europe », menée par François-Xavier Bellamy, candidat des Républicains. Laurent Castillo est élu député européen, devenant le seul médecin français à siéger au Parlement européen[réf. souhaitée] .
Proche d'Éric Ciotti, Laurent Castillo soutient l'alliance entre LR et le Rassemblement national que le président de LR initie en amont des élections législatives 2024. Il devient ainsi délégué national de l'Union des droites pour la République, le parti d'Éric Ciotti.
En décembre 2024, une enquête de sept médias européens (dont Le Monde pour la France), en association avec l’ONG Aria et Transparency International, révèlent que Laurent Castillo est le deuxième député européen du Parlement, tout pays confondu, à toucher le plus de rémunérations annexes à son indemnité de mandat. Il se défend de tous conflits d'intérêt en arguant de la nécessité de conserver des activités liées à la santé pour rester connecté au terrain.